# Charles Rosa
Charles Rosa, född 24 augusti 1986 i Peabody, Massachusetts, är en amerikansk MMA-utövare som sedan 2014 tävlar i organisationen Ultimate Fighting Championship.